# Montboudif
Montboudif es un municipio francés, situado en el departamento de Cantal, en la región de Auvernia. Sus habitantes son llamados Budimonteses.

## Demografía
| 527 | 512 | 339 | 311 | 251 | 231 |
| Para los censos de 1962 a 1999 la población legal corresponde a la población sin duplicidades (Fuente: INSEE [Consultar]) |     |     |     |     |     |

## Lugares y monumentos
- La presa de Essarts se encuentra en parte en el municipio, en la Grande Rhue en el límite con Saint-Amandin.
- Busto de Georges Pompidou, obra de Jean Chauchard.

## Personalidades relacionadas con el municipio
- Georges Pompidou (1911-1974), Presidente de la República Francesa, nació en Montboudif el 5 de julio de 1911.